# Basileuterus
Basileuterus es un género de aves paseriformes perteneciente a la familia Parulidae que agrupa a especies nativas de la América tropical (Neotrópico) donde se distribuyen desde el noroeste de México, a través de América Central y del Sur hasta el noreste de Argentina; también en Trinidad. Son conocidos popularmente como reinitas, chivíes o arañeros, entre otros. Numerosas especies antes incluidas en el presente, fueron transferidas para el género resucitado Myiothlypis.

## Características
Los especies de este género son un grupo de parúlidos pequeños que miden entre 12,5 y 13 cm de longitud, de plumaje apagado, la mayoría son color oliva por arriba y amarillo por abajo, muchos con un patrón de cabeza distintivo. Habitan en el sotobosque de selvas húmedas y encuentran su mayor diversidad en América Central, donde algunas especies tienen áreas de distribución bastante limitadas. Son muy vocales, y frecuentemente emiten cantos alegres, en algunos casos bastante musicales.

## Etimología
El nombre genérico masculino «Basileuterus» proviene del griego «basileuteros» (derivado de «basileus», que significa ‘rey’) aplicado por Aristóteles a un pequeño pájaro generalmente identificado como un Troglodytes, pero que también se conjetura podría ser un Phylloscopus o un Regulus.

## Taxonomía
El género Basileuterus fue descrito por el ornitólogo alemán Jean Cabanis en 1849 y la especie tipo designada por monotipia fue Basileuterus vermivorus Cabanis, 1849, en realidad un sinónimo posterior de Setophaga auricapilla Swainson, 1838, actualmente la subespecie Basileuterus culicivorus auricapilla, por lo tanto la especie tipo pasa a ser Basileuterus culicivorus Deppe, 1830.
El amplio muestreo de taxones de Lovette et al indicó que el amplio género Basileuterus como anteriormente definido no era monofilético y que el género Myiothlypis precisaba ser resucitado para un gran número de especies antes incluidas en el presente; y que el género Phaeothlypis también debería ser fundido con aquel. La Propuesta N° 571 al Comité de Clasificación de Sudamérica (SACC) aprobó la adopción de una nueva clasificación genérica para la familia Parulidae. Como consecuencia las siguientes especies pasaron a integrar el género Myiothlypis: Basileuterus basilicus, B. cinereicollis, B. conspicillatus,  B. coronatus, B. leucoblepharus,  B. leucophrys, B. flaveolus, B. fraseri, B. bivittatus, B. chrysogaster, B. chlorophrys, B. signatus, B luteoviridis, B. nigrocristatus, B. fulvicauda, B. rivularis y B. griseiceps.

## Lista de especies
Según las clasificaciones del Congreso Ornitológico Internacional (IOC) y Clements Checklist/eBird agrupa a las siguientes especies con el respectivo nombre popular de acuerdo con la Sociedad Española de Ornitología (SEO), u otro cuando referenciado:
| Imagen | Nombre científico                      | Autor               | Nombre común                             | Estado de conservación | Distribución |
| ------ | -------------------------------------- | ------------------- | ---------------------------------------- | ---------------------- | ------------ |
|        | Basileuterus lachrymosus               | Bonaparte, 1850     | reinita roquera                          | LC                     |              |
|        | Basileuterus rufifrons                 | (Swainson, 1838)    | reinita coronirrufa                      | LC                     |              |
|        | Basileuterus delattrii                 | Bonaparte, 1854     | reinita coronicastaña                    | NE                     |              |
|        | Basileuterus melanogenys               | Baird, 1865         | reinita carinegra                        | LC                     |              |
|        | Basileuterus ignotus                   | Nelson, 1912        | reinita del Pirre                        | VU                     |              |
|        | Basileuterus belli                     | (Giraud Jr., 1841)  | reinita cejidorada                       | LC                     |              |
|        | Basileuterus culicivorus               | (Deppe, 1830)       | reinita coronidorada                     | LC                     |              |
|        | Basileuterus (culicivorus) auricapilla | (Swainson, 1838)    | reinita coronidorada (grupo auricapilla) | LC                     |              |
|        | Basileuterus (culicivorus) cabanisi    | Berlepsch, 1879     | reinita coroniamarilla                   | LC                     |              |
|        | Basileuterus melanotis                 | Lawrence, 1868      | reinita costarricense                    | LC                     |              |
|        | Basileuterus tacarcunae                | Chapman, 1924       | reinita de Tacarcuna                     | LC                     |              |
|        | Basileuterus trifasciatus              | (Taczanowski, 1880) | reinita de Cajamarca                     | LC                     |              |
|        | Basileuterus punctipectus              | Chapman, 1924       | reinita de Yungas                        | LC                     |              |
|        | Basileuterus tristriatus               | (Tschudi, 1844)     | reinita cabecilistada                    | LC                     |              |